# Championnat d'Allemagne de football 1950-1951
Navigation
Meisterschaft
(Oberligen)
1949-1950 Meisterschaft
(Oberligen)
1951-1952
La saison 1950-1951 du Championnat d'Allemagne de football était la 41e édition de la première division allemande. Le championnat fut disputé par 8 clubs issus de cinq ligues supérieures Le championnat fut disputé par 8 clubs issus de cinq ligues supérieures (les champions et vice-champions des Oberligen Nord, West, Süd ainsi que les champions des Oberligen Südwest et Berlin).
Depuis 1947, quatre Oberligen (Nord, West, Süd et Südwest) s'étaient constituées auxquelles s'ajoutait la Vertragsliga Berlin. Celle-ci fut, par facilité, familièrement dénommée "Oberliga Berlin". À partir de cette saison, cette ligue ne concernait plus que les clubs situés à Berlin-Ouest. Malgré la faiblesse générale de ses clubs par rapport à la moyenne générale, la "Ligue berlinoise" resta maintenue jusqu'en 1963 pour d'évidentes raisons politiques, mais aussi "sentimentales".
Les modalités de qualification et le nombre de qualifiés total et/ou par "Oberliga" évoluèrent au fil des saisons. Pour cette édition 1950-1951, la DFB revint à une phase finale à 8 places. La formule "coupe"  (élimination directe) céda la place à une formule "championnat", avec les participants répartis en deux groupes de quatre et se rencontrant en matches aller/retour.
Emmené par les frères Fritz et Ottmar Walter, le Erste Fussball Club Kaiserslautern remporta le premier titre national de son Histoire, en gagnant la finale contre le SC Preussen Münster.

## Oberliga Nord
L'Oberliga Nord 1950-1951 (en français : Ligue supérieure de football d'Allemagne du Nord) fut une ligue de football. Elle fut la 3e édition de cette ligue en tant que partie intégrante du Championnat d'Allemagne de football.
Cette zone couvrait le Nord du pays et regroupait les Länder de Basse-Saxe et du Schleswig-Holstein ainsi que le territoire des "Villes libres" de Brême et de Hambourg. De 1946 à la fin de l'été 1948, les équipes de cette zone avaient pris part, en commun avec cette de la zone "Ouest", aux compétitions appelées Meisterschaft der Britische Besatzungzone 1946-1947 et  Meisterschaft der Britische Besatzungzone 1947-1948.

### Compétitions
Le Hamburger SV conserva son titre de "Nordeutscher Meister" (Jusqu'en 1963, le club de la ville hanséatique allait en fait remporter tous les titres de cette ligue sauf un !) Le FC St. Pauli s'adjugea la seconde place qualificative pour la phase finale nationale.
Deux des trois promus, le Itzehoer SV 09 et FC Altona 93 furent relégués en fin de compétition.

#### Légende
| Légende         |                                                                 |
| C               | Norddeutscher Meister & qualifié pour la phase finale nationale |
| Q               | qualifié pour la phase finale nationale                         |
| (T)             | Tenant du titre de l'Oberliga Nord 1949-1950                    |
| R               | Relégué en vue de la saison suivante                            |
| en augmentation | club promu depuis la fin de la saison précédente                |

#### Classement
|   |    |                              | M  | G  | N  | P  | +   | -   | Avg  | Pts |
| - | -- | ---------------------------- | -- | -- | -- | -- | --- | --- | ---- | --- |
| C | 1  | Hamburger SV (T)             | 32 | 22 | 5  | 5  | 113 | 54  | 2,09 | 49  |
| Q | 2  | FC St. Pauli                 | 32 | 18 | 10 | 4  | 84  | 41  | 2,05 | 46  |
|   | 3  | Kieler SV Holstein           | 32 | 17 | 6  | 9  | 63  | 59  | 1,07 | 40  |
|   | 4  | VfL Osnabrück                | 32 | 16 | 7  | 9  | 84  | 54  | 1,56 | 39  |
|   | 5  | Eimsbütteler TV              | 32 | 14 | 9  | 9  | 51  | 47  | 1,09 | 37  |
|   | 6  | SV Werder Bremen             | 32 | 15 | 6  | 11 | 79  | 59  | 1,34 | 36  |
|   | 7  | Bremer SV                    | 32 | 12 | 10 | 10 | 57  | 56  | 1,02 | 34  |
|   | 8  | TuS Bremerhaven 93           | 32 | 13 | 6  | 13 | 66  | 61  | 1,08 | 32  |
|   | 9  | 1. SC Göttingen              | 32 | 11 | 9  | 12 | 66  | 75  | 0,88 | 31  |
|   | 10 | Braunschweiger TSV Eintracht | 32 | 9  | 12 | 11 | 60  | 55  | 1,09 | 30  |
|   | 11 | Hannover SV 96               | 32 | 11 | 7  | 14 | 60  | 66  | 0,91 | 29  |
|   | 12 | SC Concordia Hamburg         | 32 | 9  | 10 | 13 | 49  | 65  | 0,75 | 28  |
|   | 13 | SV Arminia Hannover          | 32 | 11 | 5  | 16 | 63  | 69  | 0,91 | 27  |
|   | 14 | SV Eintracht 08 Osnabrück    | 32 | 8  | 10 | 14 | 57  | 75  | 0,76 | 26  |
| R | 15 | FC Altona 93                 | 32 | 8  | 10 | 14 | 55  | 79  | 0,70 | 26  |
| R | 16 | VfB Oldenburg                | 32 | 8  | 9  | 15 | 53  | 69  | 0,77 | 25  |
| R | 17 | Itzehoer SV 09               | 32 | 3  | 3  | 26 | 42  | 118 | 0,36 | 9   |

### Montées depuis l'échelon inférieur
En fin de saison, les trois derniers classés furent relégués tandis que deux clubs furent promus, afin de ramener la lige à 16 participants en vue de la saison suivante : SC Victoria Hambourg et Lüneburger SK.

## Vertragsliga Berlin
L’Oberliga Berlin 1950-1951 — nom officiel : Vertragsliga Berlin 1950-1951, en français : « Ligue berlinoise de football 1950-1951 » — fut une ligue de football organisée dans la capitale allemande.
Ce fut la 4e édition de cette ligue en tant que partie intégrante du Championnat d'Allemagne de football (deux éditions avaient eu lieu à titre « individuel »  en 1945-1946 et en 1946-1947).
Le Tennis Borussia Berlin effectua le premier doublé en remportant un second titre berlinois consécutif. Désormais la « Ligue berlinoise » ne compte plus que des équipes de Berlin-Ouest.

### Nom officiel
Précisons que l'appellation officielle de la ligue fut Vertragsliga Berlin. Mais afin de faciliter la compréhension et le suivi de saison en saison, nous employons expressément le terme « Oberliga Berlin », puisque dans la structure mise en place par la DFB, cette ligue allait avoir dans les saisons suivantes, la même valeur que les quatre autres Oberligen (Nord, Ouest, Sud et Sud-Ouest).

### Berlin-Ouest
À partir de cette saison seuls les clubs localisés dans les différents districts de Berlin-Ouest participent à l'Oberliga Berlin.
| Ordre | Clubs                    | ancienne "SG"           | Remarques                      |
| ----- | ------------------------ | ----------------------- | ------------------------------ |
| 1     | Berliner FC Alemannia 90 | SG Prenzlauer Berg-West |                                |
| 2     | Berliner SV 92           | SG Wilmersdorf          |                                |
| 3     | SV Blau-Weiss Berlin     | SG Mariendorf           | promu d'une série inférieure   |
| 4     | VfB Britz 1919           | SG Britz                |                                |
| 5     | Hertha BSC Berlin        | SG Gesundbrunnen        |                                |
| 6     | SC Minerva 93 Berlin     | SG Tiergarten           | promu d'une série inférieure   |
| 7     | Spandauer SV             | SG Spandau-Altstadt     | promu d'une série inférieure   |
| 8     | Berliner FC Südring      | SC Südring              |                                |
| 9     | SC Tasmania 1900 Berlin  | SG Neukölln             |                                |
| 10    | Tennis Borussia Berlin   | SG Charlottenburg       |                                |
| 11    | SC Union 06 Berlin       | SG Oberschöneweide      | remplace Union Oberschöneweide |
| 12    | Berliner FC Viktoria 89  | SG Tempelhof            |                                |
| 13    | SC Wacker 04 Berlin      | SG Reinickendorf-West   |                                |
| 14    | SC Westend 01            | SG Charlottenburg-Nord  | promu d'une série inférieure   |

### Compétition
Le TeBe Berlin prolongea son titre de Champion berlinois (Berliner Meister) et se qualifia donc une deuxième fois de suite pour la phase finale nationale. Le SC Union 06 (reconstitué par des anciens du SC Union Oberschöneweide étant passés en secteur Ouest à la fin de la saison précédente) fut autorisé à participer à l'Oberliga Berlin et termina à la 2e place. Mais cette fois ci le vice-champion n'était pas qualifié pour la phase finale nationale.
En fin de compétition, les deux derniers classés furent relégués vers une ligue inférieure et furent remplacés par deux promus en vue de l'Oberliga Berlin 1951-1952.

#### Légende
| C               | Berliner Meister & qualifié pour la phase finale nationale |
| (T)             | Tenant du titre Berliner Meister 1949-1950                 |
| R               | Relégué en vue de la saison suivante                       |
| en augmentation | club promu depuis la fin de la saison précédente           |
| (N)             | nouveau venu depuis la fin de la saison précédente         |

#### Classement
|   |    |                            | M  | G  | N  | P  | +  | -  | DB  | Pts |
| - | -- | -------------------------- | -- | -- | -- | -- | -- | -- | --- | --- |
| C | 1  | Tennis Borussia Berlin (T) | 26 | 19 | 6  | 1  | 84 | 23 | 61  | 44  |
|   | 2  | SC Union 06 Berlin (N)     | 26 | 17 | 5  | 4  | 63 | 23 | 40  | 39  |
|   | 3  | Hertha BSC Berlin          | 26 | 13 | 6  | 7  | 63 | 32 | 31  | 32  |
|   | 4  | Berliner SV 92             | 26 | 11 | 6  | 9  | 54 | 46 | 8   | 28  |
|   | 5  | Berliner FC Alemannia 90   | 26 | 10 | 7  | 9  | 43 | 45 | -2  | 27  |
|   | 6  | Spandauer SV               | 26 | 12 | 3  | 11 | 43 | 51 | -8  | 25  |
|   | 7  | Berliner FC Viktoria 89    | 26 | 9  | 8  | 9  | 53 | 53 | 0   | 26  |
|   | 8  | SC Tasmania 1900 Berlin    | 26 | 7  | 10 | 9  | 46 | 47 | -1  | 24  |
|   | 9  | SC Minerva 93 Berlin       | 26 | 8  | 8  | 10 | 32 | 56 | -24 | 24  |
|   | 10 | SC Westend 01              | 26 | 7  | 7  | 12 | 34 | 48 | -14 | 21  |
|   | 11 | SC Wacker 04 Berlin        | 26 | 5  | 10 | 11 | 34 | 50 | -16 | 20  |
|   | 12 | SV Blau-Weiss Berlin       | 26 | 5  | 10 | 11 | 26 | 45 | -19 | 20  |
| R | 13 | VfB Britz 1916             | 26 | 7  | 2  | 17 | 31 | 56 | -25 | 16  |
| R | 14 | SC Südring                 | 26 | 5  | 6  | 15 | 37 | 70 | -33 | 16  |

### Montants depuis l'échelon inférieur
Deux clubs furent promus depuis l'étage inférieur : VfL Nord Berlin et Berliner FC Nordstern.
Ces deux clubs entrèrent, par la suite, dans diverses fusions qui formèrent l'actuel SV Nord Wedding 1893.

## Oberliga West
L'Oberliga West 1950-1951 (en français : Ligue supérieure de football d'Allemagne occidentale) fut une ligue de football. Elle fut la 3e édition de cette ligue en tant que partie intégrante de la nouvelle formule du Championnat d'Allemagne de football.
Cette zone couvrait la région Ouest du pays : le Land de Rhénanie du Nord-Wesphalie.
De 1946 à la fin de l'été 1948, les équipes de cette Oberliga avaient pris part, en commun avec les clubs de la région "Nord", aux compétitions appelées Meisterschaft der Britische Besatzungzone 1946-1947 et  Meisterschaft der Britische Besatzungzone 1947-1948.

### Compétitions
Le FC Schalke 04 conquit le titre de "Westdeutscher Meister". Le SC Preussen Münster termina vice-champion et accompagna les "Königsblauen" au tour final national.
Quatre clubs durent prendre part à un barrage avec les deux vice-champions de la 2. Oberliga West créée au début de la saison précédente.

#### Légende
| Légende         | |
| C               | Westdeutscher Meister & qualifié pour la phase finale nationale                                                      |
| Q               | qualifié pour la phase finale nationale                                                                              |
| (T)             | Tenant du titre Oberliga West 1949-1950                                                                              |
| B               | club devant jouer un barrage pour le maintien contre les deux vice-champion de la 2. Oberliga West                   |
| E               | club devant jouer un test-match pour départager la 14e place (disputant le barrage) de la 15e (directement reléguée) |
| R               | Relégué en 2. Oberliga West en vue de la saison suivante                                                             |
| en augmentation | club promu de la 2. Oberliga West depuis la fin de la saison précédente                                              |

#### Classement
|   |    |                           | M  | G  | N  | P  | +  | -  | Avg  | Pts |
| - | -- | ------------------------- | -- | -- | -- | -- | -- | -- | ---- | --- |
| C | 1  | FC Schalke 04             | 30 | 18 | 6  | 6  | 69 | 36 | 1,92 | 42  |
| Q | 2  | SC Preussen Münster       | 30 | 19 | 3  | 8  | 58 | 36 | 1,61 | 41  |
|   | 3  | Borussia Dortmund (T)     | 30 | 14 | 12 | 4  | 52 | 36 | 1,44 | 40  |
|   | 4  | 1. FC Köln                | 30 | 17 | 4  | 9  | 60 | 31 | 1,94 | 38  |
|   | 5  | Fortuna Düsseldorf        | 30 | 13 | 5  | 12 | 49 | 35 | 1,40 | 31  |
|   | 6  | Rot-Weiss Essen           | 30 | 13 | 4  | 13 | 59 | 53 | 1,11 | 30  |
|   | 7  | SV Hamborn 07             | 30 | 10 | 10 | 10 | 42 | 45 | 0,93 | 30  |
|   | 8  | SC Preussen Dellbrück     | 30 | 10 | 8  | 12 | 49 | 52 | 0,94 | 28  |
|   | 9  | Rheydter SpV              | 30 | 11 | 6  | 13 | 47 | 57 | 0,82 | 28  |
|   | 10 | STV Horst-Emscher         | 30 | 11 | 5  | 14 | 47 | 51 | 0,92 | 27  |
|   | 11 | SpVgg Erkenschwick        | 30 | 7  | 13 | 10 | 34 | 39 | 0,87 | 27  |
|   | 12 | Sportfreunde Katernberg   | 30 | 10 | 6  | 14 | 55 | 64 | 0,86 | 26  |
| B | 13 | Rot-Weiss Oberhausen      | 30 | 9  | 8  | 13 | 31 | 50 | 0,62 | 26  |
| E | 14 | Aachener TSV Alemannia    | 30 | 8  | 8  | 14 | 56 | 66 | 0,85 | 24  |
| E | 15 | Borussia München-Gladbach | 30 | 8  | 8  | 14 | 47 | 72 | 0,65 | 24  |
| R | 16 | Duisburger SpV            | 30 | 6  | 6  | 18 | 27 | 59 | 0,46 | 18  |

### Montée/Descente depuis l'étage inférieur
Lors de cette saison 1949-1950, la Westdeutscher Fußball-und Leichtathletikverband (WFLV), créa la 2. Oberliga West.
Cette se trouvait directement inférieure à l'Oberliga West et directement supérieure aux séries de Amateurliga. Compte tenu de l'organisation de l'époque, cette 2. Oberliga West correspondit hiérarchiquement à une "Division 2" actuelle.
En fin de saison 1950-1951, les deux champions de la 2. Oberliga West furent promus directement:
- Meidericher SV (Champion Groupe 1)
- SV Bayer 04 Leverkusen (Champion Groupe 2)

### Barrage pour le maintien ou la montée
En cette fin de saison 1949-1950, une tour final opposa les 13e et 14e de l'Oberliga avec les deux vice-champions de la 2. Oberliga. Deux places en Oberliga étaient disponibles :

#### Test-match pour la14eplace
| Équipe 1                  | Résultat | Équipe 2               |
| ------------------------- | -------- | ---------------------- |
| Borussia München-Gladbach | 1-5      | Aachener TSV Alemannia |

Le Aachener TSV Alemannia garde sa chance de maintien en obtenant la 14e place synonyme de barrage.

#### Barrage
|      |   |                              | M | G | N | P | +  | -  | Avg  | Pts |
| ---- | - | ---------------------------- | - | - | - | - | -- | -- | ---- | --- |
| OL   | 1 | Aachener TSV Alemannia (OL)  | 6 | 4 | 1 | 1 | 17 | 8  | 2,13 | 9   |
| OL   | 2 | Schwarz-Weiss Essen (2.OL-1) | 6 | 4 | 0 | 2 | 14 | 12 | 1,17 | 8   |
| 2.OL | 3 | SSV 04 Wuppertal (2.OL-2)    | 6 | 2 | 1 | 3 | 10 | 12 | 0,83 | 5   |
| 2.OL | 4 | Rot-Weiss Oberhausen (OL)    | 6 | 1 | 0 | 5 | 9  | 18 | 0,50 | 2   |

| Légende |                                                                         |
| OL      | Maintien ou promotion en Oberliga West en vue de la saison suivante     |
| 2.OL    | Maintien ou relégation en 2. Oberliga West en vue de la saison suivante |

#### Maintien/Montée en Oberliga
- Aachener TSV Alemannia assura son maintien.
- Schwarz-Weiss Essen fut promu.

#### Relégation/Maintien en 2. Oberliga
- Borussia München-Gladbach fut relégué.
- Rot-Weiss Oberhausen fut relégué.
- Duisburg SpV fut relégué.
- SSV 04 Wuppertal ne fut pas promu.

## Oberliga Südwest
L'Oberliga Südwest 1950-1951 (en français : Ligue supérieure de football d'Allemagne du Sud-Ouest) est une ligue de football. Elle constitue la 4e édition en tant que partie intégrante de la nouvelle formule du Championnat d'Allemagne de football.
Cette zone couvre le Sud-Ouest du pays et englobe le Land de Rhénanie-Palatinat.

### Compétition
Le 1. FC Kaiserslautern conserve son titre de Champion d'Allemagne du Sud-Ouest (Südwestdeutscher Meister). Quelques semaines plus tard, le "1.FCK" remporte le titre national.
Les deux derniers classés sont relégués vers la 2. Oberliga Südwest, créée à compter de la saison suivante.

#### Légende
| Légende         |                                                             |
| C               | Südwest Meister & qualifié pour la phase finale nationale   |
| Q               | qualifié pour la phase finale nationale                     |
| (T)             | Tenant du titre Oberliga Südwest 1949-1950                  |
| R               | Relégué en 2. Oberliga Südwest en vue de la saison suivante |
| en augmentation | club promu depuis la fin de la saison précédente            |

#### Classement
|   |    |                           | M  | G  | N | P  | +  | -  | Avg  | Pts |
| - | -- | ------------------------- | -- | -- | - | -- | -- | -- | ---- | --- |
| C | 1  | 1. FC Kaiserslautern (T)  | 26 | 22 | 2 | 2  | 95 | 16 | 5,94 | 46  |
|   | 2  | VfR Wormatia Worms 08     | 26 | 18 | 3 | 5  | 70 | 30 | 2,33 | 39  |
|   | 3  | FK Pirmasens              | 26 | 17 | 3 | 6  | 68 | 39 | 1,77 | 37  |
|   | 4  | SV Phönix 03 Ludwigshafen | 26 | 15 | 4 | 7  | 80 | 51 | 1,57 | 34  |
|   | 5  | TuS Neuendorf             | 26 | 14 | 6 | 6  | 61 | 41 | 1,49 | 34  |
|   | 6  | SV Eintracht Trier        | 26 | 14 | 3 | 9  | 51 | 43 | 1,19 | 31  |
|   | 7  | FV Engers 07              | 26 | 13 | 2 | 11 | 50 | 46 | 1,09 | 28  |
|   | 8  | VfL Neustadt/Weinstraße   | 26 | 11 | 4 | 11 | 38 | 49 | 0,48 | 26  |
|   | 9  | VfR Kaiserslautern        | 26 | 8  | 5 | 13 | 40 | 61 | 0,66 | 21  |
|   | 10 | TuRa Ludwigshafen         | 26 | 7  | 2 | 17 | 30 | 59 | 0,51 | 16  |
|   | 11 | Eintrach Bad Kreuznach    | 26 | 4  | 6 | 16 | 33 | 58 | 0,57 | 14  |
|   | 12 | 1. FSV Mainz 05           | 26 | 5  | 4 | 17 | 33 | 75 | 0,44 | 14  |
| R | 13 | ASV Landau                | 26 | 6  | 1 | 19 | 28 | 81 | 0,35 | 13  |
| R | 14 | SpVgg Andernach           | 26 | 5  | 1 | 20 | 35 | 63 | 0,56 | 11  |

### Montées depuis l'étage inférieur
En vue de la saison 1951-1952, la Fußball-Regional-Verband Südwest (FRVS) instaure une ligue au 2e niveau : la 2. Oberliga Südwest.
Les deux derniers classés sont relégués en 2. Oberliga Südwest 1951-1952, et sont remplacés par deux équipes promues depuis les séries inférieures : SpVgg Weisenau et VfR Frankenthal.

### Retour de la Sarre
La saison suivante, les clubs de la Sarre (encore sous protectorat) reviennent prendre part aux compétitions de la Fußball-Regional-Verband Südwest (FRVS). Deux clubs sont admis en Oberliga : 1. FC Sarrebruck et  Borussia Neunkirchen.

## Oberliga Süd
L'Oberliga Süd 1950-1951 (en français : Ligue supérieure de football d'Allemagne du Sud) est la 4e édition de la compétition en tant que partie intégrante du Championnat d'Allemagne de football.
L'Oberliga Süd couvre le Sud du pays et regroupe les Länder du Bade-Wurtemberg, de Bavière et de Hesse. À partir de cette saison 1950-1951, les équipes localisées dans la partie du Sud de l'actuel Land de Bade-Wurtemberg (Südbaden et Württemberg-Hohenzollern) participent aux compétitions de la Süddeutscher Fußball-Verband (SFV), hiérarchiquement situées sous l'Oberliga Süd.

### Compétition
Lors de la saison, les deux premiers classés sont qualifiés pour la phase finale nationale.
Le SpVgg Fürth, tenant du tire en  Oberliga Süd, se qualifie de nouveau, mais cette fois comme vice-champion du 1. FC Nürnberg, qui retrouve des couleurs après quelques saisons en demi-teinte.
Le VfB Stuttgart, Champion d'Allemagne en titre, ne  termine que 4e alors qu'Offenbach, vice-champion d'Allemagne, glisse au 10e rang de cette Oberliga Süd.
Le VfL Neckarau est le seul des nouveaux venus à assurer son maintien. L'autre promu, le SV Darmstadt 98, est relégué ainsi les deux formations reversées dans cette ligue en provenance de l'Oberliga Südwest : le FC Singen 04 et le SSV Reutlingen. Les clubs relégués de l'Oberliga Süd descendent en 2. Oberliga Süd.

#### Légende
| Légende         |                                                                |
|                 | Champion d'Allemagne en titre (1950)                           |
| C               | Süddeutscher Meister & qualifié pour la phase finale nationale |
| (T)             | Tenant du titre 1949-1950                                      |
| Q               | qualifié pour la phase finale nationale                        |
| (SW)            | club reversé depuis l'Oberliga Südwest                         |
| R               | Relégué en vue de la saison suivante                           |
| en augmentation | club promu depuis la fin de la saison précédente               |

#### Classement
|   |    |                        | M  | G  | N  | P  | +  | -   | Avg  | Pts |
| - | -- | ---------------------- | -- | -- | -- | -- | -- | --- | ---- | --- |
| C | 1  | 1. FC Nürnberg         | 34 | 20 | 7  | 7  | 93 | 46  | 2,02 | 47  |
| Q | 2  | SpVgg Fürth (T)        | 34 | 19 | 7  | 8  | 86 | 43  | 2,00 | 45  |
|   | 3  | VfB Mühlburg           | 34 | 20 | 4  | 10 | 94 | 55  | 1,71 | 44  |
|   | 4  | VfB Stuttgart          | 34 | 19 | 5  | 10 | 82 | 55  | 1,49 | 43  |
|   | 5  | FSV Frankfurt          | 34 | 18 | 7  | 9  | 72 | 52  | 1,38 | 43  |
|   | 6  | TSV 1860 München       | 34 | 19 | 4  | 11 | 97 | 67  | 4,45 | 42  |
|   | 7  | 1. FC Schweinfurt 05   | 34 | 16 | 4  | 14 | 69 | 57  | 1,21 | 36  |
|   | 8  | SG Eintracht Frankfurt | 34 | 12 | 10 | 12 | 56 | 64  | 0,88 | 34  |
|   | 9  | FC Bayern München      | 34 | 14 | 5  | 15 | 64 | 53  | 1,21 | 33  |
|   | 10 | Offenbacher FC Kickers | 34 | 14 | 4  | 16 | 69 | 64  | 1,08 | 32  |
|   | 11 | VfL Neckarau           | 34 | 14 | 4  | 16 | 74 | 94  | 0,79 | 32  |
|   | 12 | VfR Mannheim           | 34 | 14 | 3  | 17 | 72 | 72  | 1,00 | 31  |
|   | 13 | TSV Schwaben Augsburg  | 34 | 10 | 9  | 15 | 46 | 67  | 0,69 | 29  |
|   | 14 | SV 07 Waldhof          | 34 | 10 | 8  | 16 | 54 | 67  | 0,81 | 28  |
| R | 15 | SV Darmstadt 98        | 34 | 9  | 7  | 18 | 54 | 86  | 0,63 | 25  |
| R | 16 | BC Augsburg            | 34 | 10 | 4  | 20 | 59 | 82  | 0,72 | 24  |
| R | 17 | FC Singen 04 (SW)      | 34 | 9  | 4  | 21 | 56 | 112 | 0,50 | 22  |
| R | 18 | SSV Reutlingen (SW)    | 34 | 8  | 6  | 20 | 46 | 109 | 0,42 | 22  |

### Montée / Descente depuis l'étage inférieur
À partir de cette saison 1950-1951, la Süddeutscher Fußball-Verband (SFV) créé une 2e ligue directement inférieure à l'Oberliga et directement supérieure aux séries de Landesliga. Compte tenu de l'organisation de l'époque, la 2. Oberliga Süd correspond hiérarchiquement à une "Division 2" actuelle.
Les quatre derniers classés de l'Oberliga Süd sont relégués en 2. Oberliga Süd pour la saison suivante.
De 2. Oberliga Süd, deux clubs sont promus : SV Stuttgarter Kickers (Champion) et SV Viktoria Aschaffenborg (Vice-champion).

## Phase finale nationale

### Les 8 clubs participants
| Oberligen           | Qualifiés                         | Remarques                     | Tour d'entrée     |
| ------------------- | --------------------------------- | ----------------------------- | ----------------- |
| Oberliga Nord       | Hamburger SV FC St. Pauli         | Norddeutscher Meister 2e Nord | Groupe 2 Groupe 1 |
| Vertragsliga Berlin | Tennis Borussia Berlin            | Berliner Meister              | Groupe 2          |
| Oberliga West       | FC Schalke 04 SC Preussen Münster | Westdeutscher Meister 2e West | Groupe 1 Groupe 2 |
| Oberliga Südwest    | 1. FC Kaiserslautern              | Südwestdeutscher Meister      | Groupe 1          |
| Oberliga Süd        | 1. FC Nürnberg SpVgg Furth        | Süddeutscher Meister 2e Süd   | Groupe 2 Groupe 1 |

### Compétition

#### Premier tour

##### Groupe 1
| Rang | Équipe               | Pts | J | G | N | P | Bp | Bc | Diff |  | Résultats (▼ dom., ► ext.) | Kais | Scha | Fürt | StPa |
| ---- | -------------------- | --- | - | - | - | - | -- | -- | ---- |  | -------------------------- | ---- | ---- | ---- | ---- |
| 1    | 1. FC Kaiserslautern | 9   | 6 | 4 | 1 | 1 | 14 | 8  | +6   |  | FC Kaiserslautern          |      | 1-0  | 2-2  | 2-0  |
| 2    | Schalke 04           | 7   | 6 | 3 | 1 | 2 | 7  | 6  | +1   |  | Schalke 04                 | 3-2  |      | 2-1  | 1-2  |
| 3    | SpVgg Furth          | 4   | 6 | 1 | 2 | 3 | 8  | 9  | -1   |  | SpVgg Furth                | 1-3  | 0-0  |      | 4-1  |
| 4    | FC St-Pauli          | 4   | 6 | 2 | 0 | 4 | 6  | 12 | -6   |  | FC Sankt Pauli             | 2-4  | 0-1  | 1-0  |      |

##### Groupe 2
| Rang | Équipe                 | Pts | J | G | N | P | Bp | Bc | Diff |  | Résultats (▼ dom., ► ext.) | PrMü | Nürn | Hamb | TeBe |
| ---- | ---------------------- | --- | - | - | - | - | -- | -- | ---- |  | -------------------------- | ---- | ---- | ---- | ---- |
| 1    | SC Preussen Münster    | 8   | 6 | 4 | 0 | 2 | 22 | 16 | +6   |  | SC Preussen Münster        |      | 6-4  | 3-1  | 2-3  |
| 2    | 1. FC Nürnberg         | 8   | 6 | 4 | 0 | 2 | 17 | 13 | +4   |  | FC Nuremberg               | 1-2  |      | 4-1  | 3-1  |
| 3    | Hamburger SV           | 6   | 6 | 3 | 0 | 3 | 12 | 12 | 0    |  | Hambourg SV                | 5-1  | 1-2  |      | 3-2  |
| 4    | Tennis Borussia Berlin | 2   | 6 | 1 | 0 | 5 | 10 | 20 | -10  |  | Tennis Borussia Berlin     | 2-8  | 2-3  | 0-1  |      |

#### Finale
| 1er juillet 1951 | 1. FC Kaiserslautern | 2 - 1 | SC Preussen Münster | Olympiastadion, Berlin                           |                                                  |
|                  | O. Walter 61e, 74e   |       | Gerritzen 47e       | Spectateurs : 85 000 Arbitrage : Adolf Reinhardt | Spectateurs : 85 000 Arbitrage : Adolf Reinhardt |

## Bilan de la saison
| Tableau d'Honneur              |                   |
| Compétition                    | Vainqueur         |
| Championnat de RFA de football | FC Kaiserslautern |